# Gålokjávrásj
Gålokjávrásj, enligt tidigare ortografi Kålokjauratj, är en sjö i Jokkmokks kommun i Lappland och ingår i Luleälvens huvudavrinningsområde. Sjön har en area på 0,235 kvadratkilometer och ligger 758 meter över havet. Sjön avvattnas av en mindre jokk som mynnar i Gálbejávrre.

## Delavrinningsområde
Kålokjauratj ingår i det delavrinningsområde (751346-154238) som SMHI kallar för Utloppet av Kalpejaure (Gálbejávrre). Medelhöjden är 807 meter över havet och ytan är 29,28 kvadratkilometer. Räknas de 4 avrinningsområdena uppströms in blir den ackumulerade arean 43,75 kvadratkilometer. Sieberjåhkå som avvattnar avrinningsområdet har biflödesordning 3, vilket innebär att vattnet flödar genom totalt 3 vattendrag (Vuojatädno, Stora Luleälven, Luleälven) innan det når havet efter 397 kilometer. Avrinningsområdet består mestadels av kalfjäll (83 procent). Avrinningsområdet har 5,1 kvadratkilometer vattenytor vilket ger det en sjöprocent på 17,4 procent.